# Pito Camacho
Antonio Jesús Camacho Díaz,  (Gádor, Almería, 27 de febrero de 1990), conocido como Pito Camacho, es un jugador español de fútbol, que juega en el Zamora C. F. de la Primera Federación. Su demarcación habitual es la de delantero centro.

## Trayectoria
Formado en las categorías inferiores del CD Gádor, debutó en Tercera División con el Comarca de Níjar. En la temporada 2011-12 fichó por el Real Ávila donde logró marcar 16 goles. Al año siguiente firmó por la SD Leioa también de Tercera, y a la temporada siguiente retornó al Real Ávila. En la temporada 2013-14 marcó 23 goles.
En la temporada 2014-15, firmó por el Club Deportivo Izarra, donde permaneció tres temporadas y consiguió ascender a Segunda División B, etapa en la que marcó 39 goles, 20 de ellos en 2ªB; en la que jugó dos temporadas.
Para la temporada 2017-18 se incorporó a las filas de la Cultural y Deportiva Leonesa tras el ascenso a la Segunda División de España, disputó la mayoría de partidos de pretemporada, pero finalmente fue descartado por el técnico Rubén de la Barrera y fichó por el CD Mirandés.
Militaría dos temporadas en el CD Mirandés con el que lograría en 2019 el ascenso a la Segunda División de España. 
En la temporada 2019-20 firmó por la Real Balompédica Linense de la Segunda División B, donde permanece durante dos temporadas.
En la temporada 2021-22 se comprometió con la A. D. Ceuta F. C., recién ascendida a Segunda División RFEF, con los que lograría el ascenso a la Primera Federación. Comenzó la temporada 2022-23 en dicha categoría, hasta que en noviembre de 2022 rescindió su contrato con la A. D. Ceuta F. C..
El 26 de diciembre de 2022 firmó por el UCAM Murcia Club de Fútbol de Segunda División RFEF, hasta final de temporada.
En julio de 2023 firmó con el Zamora C. F. de la Segunda Federación, con el que logró el ascenso a Primera Federación al finalizar la temporada 2023-24.
El 11 de noviembre de 2024 fue entrevistado en el programa de RTVE La Revuelta de David Broncano, donde no superó el reto del presentador de meter el balón por el hueco del decorado de un chute, lo que ocasionó un nuevo agujero en la pared.

## Clubes y estadísticas
- Se incluyen partidos en liga, Copa del Rey y Promociones de ascenso a Segunda B y Segunda División.

| Club                     | País   | Temporadas  | Categoría                             | Partidos | Goles |
| ------------------------ | ------ | ----------- | ------------------------------------- | -------- | ----- |
| CD Comarca de Níjar      | España | 2009-2011   | Tercera División                      | 50       | 14    |
| Real Ávila CF            | España | 2011-2012   | Tercera División                      | 37       | 16    |
| SD Leioa                 | España | 2012-2013   | Tercera División                      | 35       | 7     |
| Real Ávila CF            | España | 2013-2014   | Tercera División                      | 34       | 24    |
| CD Izarra                | España | 2014-2017   | Tercera División y Segunda División B | 108      | 39    |
| Cultural Leonesa         | España | 2017        | Segunda División (pretemporada)       |          |       |
| CD Mirandés              | España | 2017-2019   | Segunda División B                    | 34       | 8     |
| Real Balompédica Linense | España | 2019-2021   | Segunda División B                    | 44       | 15    |
| A. D. Ceuta F. C.        | España | 2021 - 2022 | Segunda RFEF y Primera RFEF           | 35       | 12    |
| UCAM Murcia CF           | España | 2023        | Segunda RFEF                          | 19       | 3     |
| Zamora C. F.             | España | 2023 -      | Segunda RFEF y Primera RFEF           | 37       | 8     |